# 遠野舞子
遠野 舞子（とおの まいこ、1973年10月6日 - ）は、日本のタレント、女優、元アイドル歌手。本名は岩本 舞子（いわもと まいこ）。東京都出身。東京都立三田高等学校卒業。祖父は野球殿堂入りを果たした元プロ野球選手・監督の岩本義行。大叔父に義行の弟である岩本信一がいる。

## 来歴・人物
1992年4月、シングル「Mr.サブマリン」で歌手としてデビュー。同年の日本テレビ新人音楽大賞・新人賞を受賞。1993年にはフジテレビビジュアルクイーンアイドル部門グランプリを受賞する。その後もテレビ番組やCM、雑誌などで活躍。趣味のゴルフを生かし、ゴルフ番組やゴルフ雑誌にも登場した。タレント業と併行してジュエリーデザイナーとしても活動している。2007年12月には、初めて時代劇の舞台に出演した。
2010年11月12日付けの本人ブログにて、2010年入籍、および同年11月の第1子の出産を公表した。
2014年8月ＪＲ品川駅高輪口近くに“まつエク”サロン「アロハビューティー」をオープン。

## エピソード
- 父親は舞子の生まれた年から28年間麻布十番で焼き鳥名店「門扇」を経営（2001年11月閉店）[1][4]。
- 小学生のころから歌手の本田美奈子.に憧れ、歌手デビューした。本田とは歌番組で一緒になったこともあったという[要出典]。
- プロポーション維持のために、毎日走るなどのトレーニングをしている。グラビア撮影の前は強化合宿に行くという[5]。
- フィットネス専門誌『ターザン』を愛読している[要出典]。
- 2009年7月25日　FNS26時間テレビの「さんま・中居の今夜も眠れない」でのラブメイト10で、10位にランクインした。ガレッジセール・ゴリの奥さんの友達という紹介をされていた[要出典]。
- 自宅ではサントリーウイスキー 角瓶を愛飲[要出典]。

## 音楽

### シングル
- すべて日本クラウンからリリースされた。

| # | 発売日          | A面 B面 | タイトル                               | 作詞                | 作曲              | 編曲       |
| - | --------------- | ------- | -------------------------------------- | ------------------- | ----------------- | ---------- |
| 1 | 1992年 4月23日  | A 面    | Mr.サブマリン                          | さいとう大三        | 馬飼野俊一        | 馬飼野俊一 |
| 1 | 1992年 4月23日  | B 面    | 恋のせいよ                             | さいとう大三        | 馬飼野俊一        | 馬飼野俊一 |
| 2 | 1992年 9月23日  | A 面    | Brandnew Lips                          | 吉元由美            | 杦村眞瑤誌        | 飛澤宏元   |
| 2 | 1992年 9月23日  | B 面    | Sunshine Love 〜恋はふたりを離さない〜 | 吉元由美            | 青木秀樹          | 岩崎肇     |
| 3 | 1993年 2月21日  | A 面    | ダイヤモンドの輝き                     | 五味千賀庫          | 杦村眞瑤誌        | 木下秀郎   |
| 3 | 1993年 2月21日  | B 面    | 友達のままで                           | 五味千賀庫          | 五味千賀庫        | 木下秀郎   |
| 4 | 1993年 7月21日  | A 面    | みんな太陽のせい                       | 鈴木恵子            | 鈴木恵子 小森義也 | 百石元     |
| 4 | 1993年 7月21日  | B 面    | 初恋のように                           | 五味千賀庫          | 五味千賀庫        | 百石元     |
| 5 | 1994年 4月21日  | A 面    | キスより美しく                         | 伊藤薫              | 五味千賀庫        | 百石元     |
| 5 | 1994年 4月21日  | B 面    | Dame                                   | 五味千賀庫          | 杦村眞瑤誌        | 百石元     |
| 6 | 1994年 11月21日 | A 面    | オ・ン・ナとして                       | 遠野舞子 西岡千恵子 | 西岡千恵子        | 林有三     |
| 6 | 1994年 11月21日 | B 面    | 真夜中のdown town                      | 遠野舞子            | 杦村眞瑤誌        | 吉村倭瑳務 |

## 出演

### テレビ番組
- 突然バラエティー速報!!COUNT DOWN100（TBS系） - アイドル枠で出演
- いつみても波瀾万丈（日本テレビ系） - レギュラー
- ウゴウゴルーガ（フジテレビ系） - 1993年7月「はだかでかがく」コーナー
- ミックスパイください（CBC） - 1994年 レギュラー

### テレビドラマ
- 緊急救命病院 2（2004年8月、日本テレビ系 火曜サスペンス劇場／斉藤由貴主演） - 内山晴美役
- 事件記者 浦上伸介4（2006年6月、テレビ東京系 水曜ミステリー9／高嶋政伸主演） - 牛尾麗子（元ナースでホステス）役
- 農家の嫁は弁護士!神谷純子のふるさと事件簿3（2007年6月、テレビ東京系 水曜ミステリー9／浅野ゆう子、山下真司主演） - 田口美和（殺されたホステス）役
- 冠婚葬祭探偵（2007年11月26日、TBS系 月曜ゴールデン／中村玉緒、さとう珠緒主演） - 沢渡桜子（彼女の怪死がストーリーの発端となる）役
- 炎の警備隊長・五十嵐杜夫(7)（2008年11月1日、テレビ朝日系 土曜ワイド劇場／小林稔侍主演） - 佐々木仁美（殺害された総務部長）役
- おばさん会長・紫の犯罪清掃日記 ゴミは殺しを知っているシリーズ(8)（2010年2月1日、TBS系 月曜ゴールデン／中村玉緒、さとう珠緒主演） - 平沢明穂役
- 山村美紗サスペンス「京都・源氏物語殺人絵巻」（2010年11月12日、フジテレビ系 金曜プレステージ／浅野ゆう子主演）

### オリジナルビデオ
- 新ゼロ・ウーマン 0課の女 再び…（2004年9月、竹書房） - 主演・レイ役

### 舞台
- 乾いて候（2007年12月、新歌舞伎座）

### CM
- 任天堂「ゲームボーイソフト・カエルの為に鐘は鳴る」（1992年）
- 浅田飴（1993年）
- サントリー「マグナムドライ」（2000年）
- ファンケル化粧品（2000年）
- アコム（2000年）
- 花王「ビオレ・さっぱりシート」（2001年）
- クロネコヤマト（2003年）
- 西武園ゆうえんち（2003年）

### 映画
- ハンドメイドエンジェル （2010年） ゆかり 役

## 書籍

### 写真集
- NAIVE（1992年3月、池谷朗撮影、大陸書房） ISBN 4803340005
- I-KASU!（1992年8月、池谷朗撮影、近代映画社） ISBN 4764816989
- COCONUT CANDY（1993年4月、池谷朗撮影、クラリオンソフト）ISBN 490611394X
- ビジュアルクイーン・オブ・ザ・イヤー'93（オムニバス、1993年3月、斉藤清貴撮影、フジテレビ出版） ISBN 4594011195
- Strange Fruit デジタルアート写真集（1996年7月、コスミックインターナショナル）ISBN 4885326575
- 素肌（2003年3月、河野英喜撮影、バウハウス） ※紺野舞子名義 ISBN 4894619377
- 2000Baht（2000バーツ）（2004年1月、江森一明撮影、笠倉出版） ISBN 4773002727
- Mind-blowing（2004年7月、木村晴撮影、竹書房） ISBN 4812417503

### イメージビデオ・DVD
- ビーナス進化論。（1992年10月、日本クラウン）
- 誘ってパラダイス（1992年5月、大陸書房）
- inバージン・アイランド（1993年3月、フジテレビ）
- アイアイアイ（1993年、ポニーキャニオン）
- 恋文（2003年4月、バウハウス） ※紺野舞子名義
- 秘密（2004年1月、ベガファクトリー）
- fragrance（2004年7月、竹書房）
- vivid（2005年5月、フォーサイド・ドット・コム）
- 遠野舞子（2006年2月、アイ・シー・エフ）
- precious（2019年2月、ラインコミュニケーションズ）